# Randy Vega
Randy Mauricio Vega Gutiérrez (Limón, 31 de diciembre de 2001) es un futbolista costarricense. Se desempeña como mediocampista y su equipo actual es el Club Sport Herediano de la Primera División de Costa Rica.

## Trayectoria
Nació en Limón y se trasladó a temprana edad a Quepos, en la provincia de Puntarenas. Entre los 12 y los 17 años formó parte de las divisiones menores del Municipal Pérez Zeledón. Posteriormente, entre los 18 y 19 años, jugó en Hatillo FC, un equipo juvenil de la zona.
En 2021 se integró a Quepos Cambute FC, club de la tercera división costarricense. Durante su etapa en ese equipo fue observado por Horacio Esquivel, quien lo invitó a realizar pruebas con Puntarenas Fútbol Club. En 2022 fue incorporado oficialmente al equipo, con el que logró el ascenso a la Primera División tras obtener el título de la segunda categoría.
En 2023 firmó con la Asociación Deportiva Guanacasteca, donde jugó hasta 2024. Para la temporada 2025 fue contratado por el Club Sport Herediano, equipo con el que obtuvo el campeonato de la Primera División de Costa Rica.

## Clubes
| Club                              | País       | Año         |
| --------------------------------- | ---------- | ----------- |
| Quepos Cambute FC                 | Costa Rica | 2020-2021   |
| Puntarenas Fútbol Club            | Costa Rica | 2023-2024   |
| Asociación Deportiva Guanacasteca | Costa Rica | 2023-2024   |
| Club Sport Herediano              | Costa Rica | 2025 - Act. |

## Palmarés

### Títulos nacionales
| Título                         | Club                   | País       | Año     |
| ------------------------------ | ---------------------- | ---------- | ------- |
| Segunda División de Costa Rica | Puntarenas Fútbol Club | Costa Rica | 2021-22 |
| Primera División de Costa Rica | C. S. Herediano        | Costa Rica | 2025    |